# Kultura Merimde

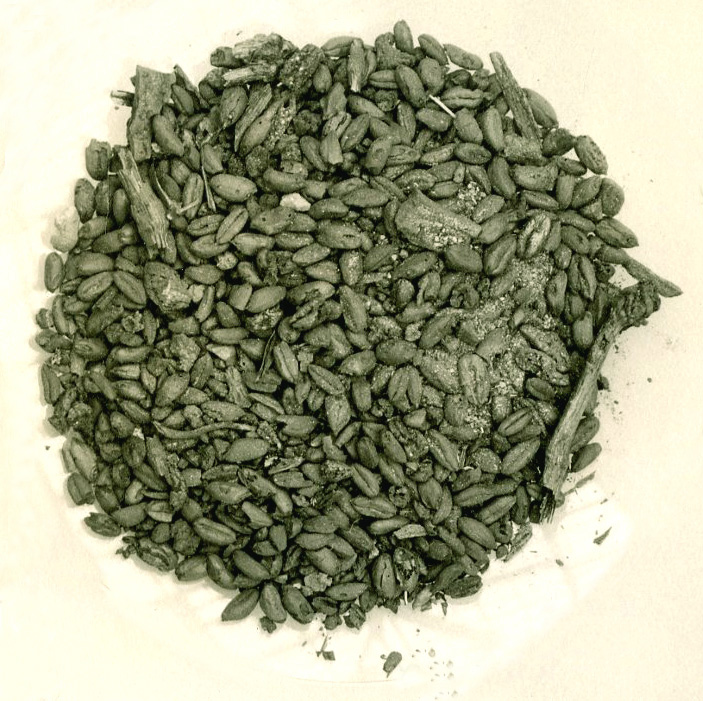
Ziarna roślin znalezione na stanowisku Merimde

Kultura Merimde – neolityczna kultura archeologiczna istniejąca w latach 4800-4300 p.n.e w Afryce. W północnej części Egiptu udokumentowana w Merimde-Bani Salama (spotyka się też wersję nazwy: Merimde Beni Salama) w delcie Nilu.
W stanowisku Merimde znaleziono pozostałości osady rolniczej. Zidentyfikowano drogę i chaty rozmieszczone w pojedynczym rzędzie po każdej stronie drogi. Na rolniczy charakter osady wskazują ulepione z gliny nakładanej na kosze silosy przeznaczone do przechowywania ziarn zbóż i fragmenty kości zwierząt hodowlanych. Ludzie tej kultury wytwarzali wypalane i barwione na czarno albo czerwono naczynia ceramiczne, a także posługiwali się retuszowanymi narzędziami kamiennymi z krzemienia.